# Peter Anton Cortsen
Peter Anton Cortsen (häufig kurz P. A. Cortsen; * 31. Juli 1845 in Kopenhagen; † 2. November 1912 ebenda) war ein dänischer Schiffszimmerer und Architekt.

## Leben
Peter Anton Cortsen wurde als Sohn von Henning Cortsen und seiner Frau Grethe Pedersdatter geboren. Am 15. Februar 1878 heiratete er Ellen Dorthea Sophia Hannemann (1838–1908). Über sein Leben ist nur äußerst wenig bekannt. Er war hauptsächlich als Schiffszimmermann für Den Kongelige Grønlandske Handel (KGH) tätig. Ab 1903 entwarf er mehrere staatliche Gebäude in nahezu allen Städten Grönlands, vor allem Wohnhäuser, aber auch Krankenhäuser der die alte Kirche in Tasiilaq. Damit war er der erste Architekt, der flächendeckend für Grönland tätig war. Am 2. November 1912 starb er im Alter von 67 Jahren. Helge Bojsen-Møller, der 1909 erstmals ein grönländisches Gebäude entwarf, begann ab 1913 damit, im großen Stil grönländische Handels-, Kirchen- und Schulgebäude zu entwerfen und kann damit als Nachfolger von Peter Anton Cortsen gesehen werden. 

## Werke (Auswahl)

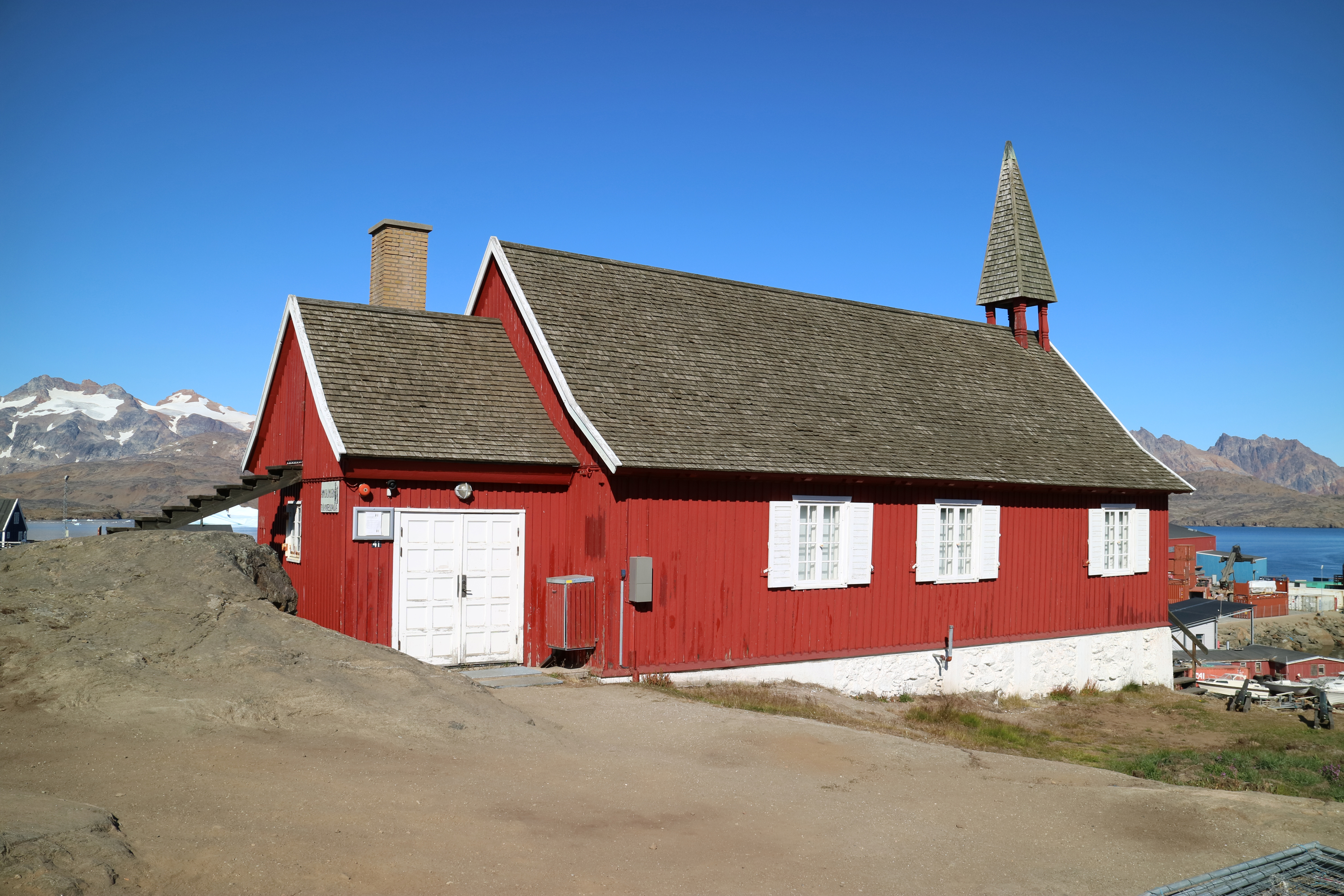
Die alte Kirche in Tasiilaq (entworfen 1903, geweiht 1908)

Manche der Gebäude sind nicht mit voller Sicherheit Cortsen zuzurechnen.
- 1903: Handelsassistentenwohnung in Upernavik
- 1903: Krankenhaus in Nuuk
- 1903/08: Kirche in Tasiilaq
- 1904: Krankenhaus in Ilulissat
- 1905: Handelsassistentenwohnung in Aasiaat
- 1906: Handelsassistenten-/Arztwohnung in Nuuk
- 1907: Arztwohnung in Uummannaq (unsicher)
- 1907: Arztwohnung/Krankenhaus in Sisimiut
- 1909: Handelschefswohnung in Uummannaq (unsicher)
- 1909: Pastorenwohnung in Qeqertarsuaq
- 1909: Schule in Qaqortoq
- 1909: Handelsverwalterwohnung in Nanortalik
- 1910: Arztwohnung in Maniitsoq (unsicher)
- 1912: Speckhaus in Upernavik